# Ummagumma
Ummagumma is het vierde album van de Britse band Pink Floyd. Het dubbelalbum werd uitgegeven in 1969. Het eerste deel bevat live-registraties van die nummers die de band in de periode veelvuldig speelde. Het tweede deel bevat individuele composities van elk van de vier bandleden.

## Achtergrond
Ummagumma is een dubbelalbum. De albumtitel is in Cambridge gebruikte straattaal voor geslachtsgemeenschap. Het was de bedoeling van de band om deze nummers op te nemen, zodat ze ze niet meer hoefden te spelen. Echter door de goede ontvangst van het album eiste het publiek juist dat ze gespeeld werden.
Het studiogedeelte bevat vier soloprojecten van elk van de bandleden David Gilmour, Rick Wright, Nick Mason en Roger Waters. Het was Wrights idee om ieder voor zich composities in te brengen voor het studioalbum.
Alhoewel er geen tournee hoort bij Ummagumma werden enkele nummers al gespeeld voordat en ook nadat het album uitkwam. De livenummers werden op het podium uitgewerkt tot de composities zoals ze op Ummagumma te horen zijn. Ze werden met name gespeeld tijdens uitvoeringen van het conceptwerk The Man and the Journey waarmee ze in 1969 Europa door trokken. Sommige tracks hadden tijdens die tour wel andere titels.
Het album kwam in het Verenigd Koninkrijk uit op 25 oktober 1969 en haalde daar de 5e plek in de albumlijst. In de Verenigde Staten kwam het album uit op 10 november 1969 en haalde daar de 74e plek in de albumlijst.
In 1987 werd het album opnieuw uitgebracht op cd. En in 1994 kwam een digitaal geremasterde versie uit.

## Hoesontwerp
De foto voor de albumhoes van het livealbum, die met het uitgestalde instrumentarium, is genomen op de Biggin Hill-landingsbaan in Kent. Er staan twee roadies op; Peter Watts en Alan Stiles. Het is deze Alan die bedoeld wordt in "Alan's Psychedelic Breakfast" van het album Atom Heart Mother (1970). Peter Watts was de vader van actrice Naomi Watts. Op de Amerikaanse versie van de albumhoes is het "Gigi"-album op de voorgrond vanwege copyrightproblemen uitgewist. Op sommige uitgaven is op de albumhoes de hoes van het tweede Pink Floyd- album, A Saucerful of Secrets (1968) te zien. Deze hangt op de plek van de spiegel waar Wright op de kruk zit.

## Opnames en productie
Het livegedeelte is opgenomen in "Mothers Club", te Birmingham op 27 april 1969 en een week later in het "Manchester College of Commerce", op 2 mei 1969. Er zit een verborgen bericht in "Several Species ..." vanaf 4:32. Om het te horen moet het nummer op halve snelheid gespeeld worden en op het rechter kanaal is dan te horen: "This is pretty avant-garde, isn't it?" De toenmalige vrouw van Mason, Lindy, speelt de fluit in zijn "Grand Vizier's Garden Party".

## Nummers
Sisyphos was een koning uit de Griekse mythologie. Hij werd door Hades veroordeeld tot het omhoog rollen van een zware steen op een heuvel, die elke keer als hij bijna boven was weer naar beneden rolde. Grantchester Meadows is een park in Grantchester, net buiten Cambridge. Het is een favoriete plek van studenten van de universiteit van Cambridge. Oorspronkelijk was het de bedoeling om ook "Interstellar Overdrive" en "Embryo" aan het live gedeelte toe te voegen. Vanwege ruimtegebrek vielen die af. Dit maakt "Embryo" tot een bijna vergeten compositie van de band, terwijl het in 1969, 1970 en 1971 veelvuldig gespeeld is.

## Tracklist
De cd-, lp- en geremasterde versies hebben verschillende indelingen en verschillende tijdsduren.

### Plaat één: livealbum

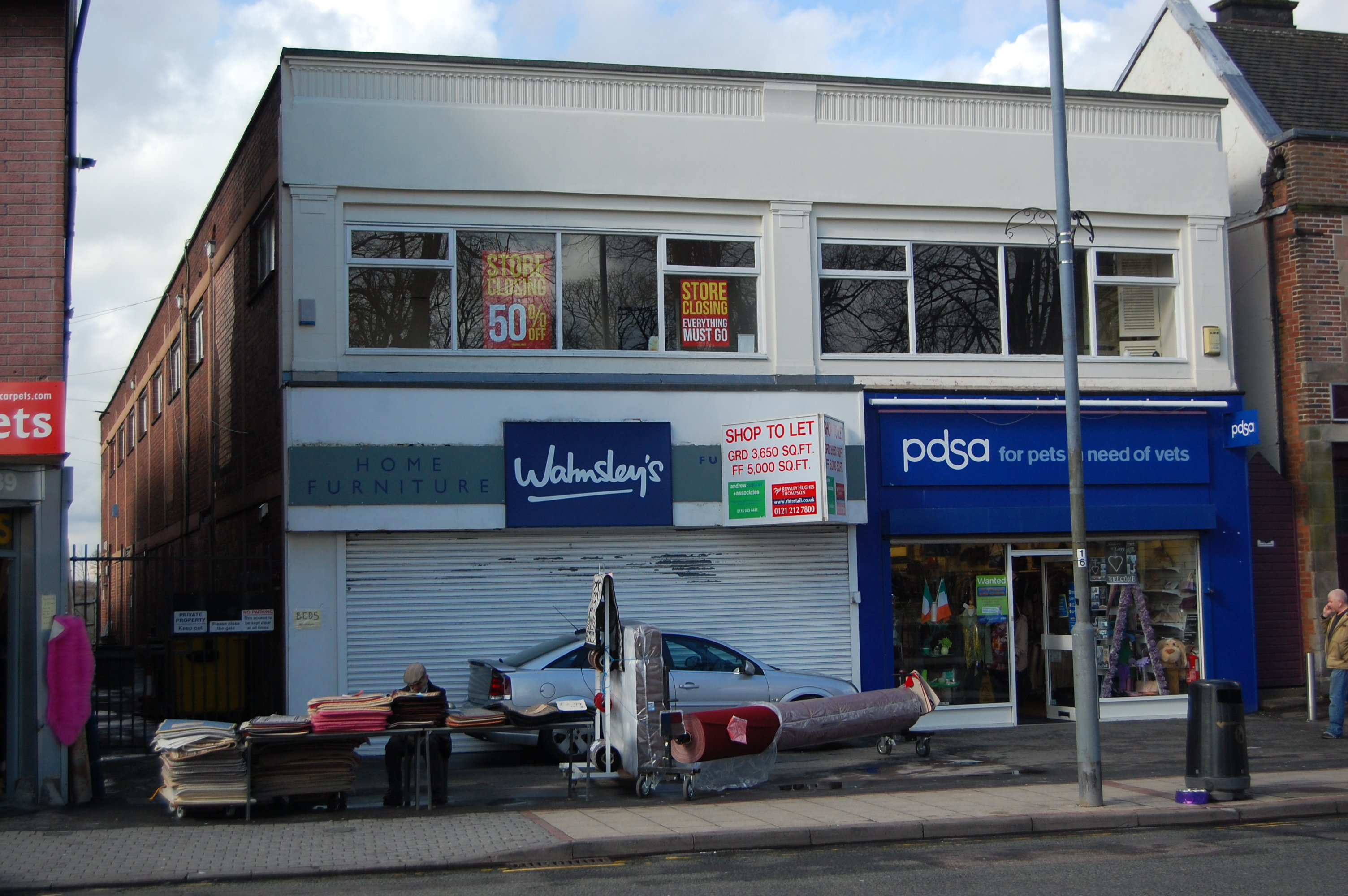
"Mothers Club" was gevestigd op de eerste etage van dit gebouw

| Nr. | Titel                                     | Schrijver(s)                                         | Duur  |
| --- | ----------------------------------------- | ---------------------------------------------------- | ----- |
| 1.  | Astronomy Domine                          | Syd Barrett                                          | 8:29  |
| 2.  | Careful with That Axe, Eugene             | Roger Waters, Rick Wright, David Gilmour, Nick Mason | 8:50  |
| 3.  | Set the Controls for the Heart of the Sun | Waters                                               | 9:12  |
| 4.  | A Saucerful of Secrets                    | Waters, Wright, Gilmour, Mason                       | 12:48 |

| Nr. | Titel                                                                                       | Schrijver(s) | Duur  |
| --- | ------------------------------------------------------------------------------------------- | ------------ | ----- |
| 1.  | Sysyphus Part I (1:09) Part II (3:30) Part III (1:49) Part IV (7:00)                        | Wright       | 13:32 |
| 2.  | Grantchester Meadows                                                                        | Waters       | 7:26  |
| 3.  | Several Species of Small Furry Animals Gathered Together in a Cave and Grooving with a Pict | Waters       | 4:59  |
| 4.  | The Narrow Way Part 1 (3:27) Part 2 (2:53) Part 3 (5:57)                                    | Gilmour      | 12:14 |
| 5.  | The Grand Vizier's Garden Party Part 1: Entrance (1:00) Entertainment (7:06) Exit (0:38)    | Mason        | 8:55  |

- MusicBrainz release group: b7aa61ae-3572-32c0-8b93-6af78ea83760

Nummers van Pink Floyd